# Валерий Люкин
Валерий Викторович Люкин (на руски: Вале́рий Ви́кторович Лю́кин, * 17 декември 1966, Актюбинск, Казахска ССР) е бележит съветски гимнастик, майстор на спорта на СССР (1987).
Люкин става олимпийски шампион през 1988 г. в отборното класиране и във финала на висилка. На същото първенство става сребърен медалист в многобоя и във финала на успоредка. Със съветския национален отбор по спортна гимнастика става световен шампион (1987, 1991) и бронзов медалист в многобоя (1991). През 1987 става абсолютен европейски шампион. Люкин е първият гимнастик в света, изпълнил тройно задно салто на земна гимнастика (през 1987).
Люкин получава американско гражданство през 2000 г. Той е женен за състезателката по художествена гимнастика Анна Кочнева и е баща и треньор на известната американска гимнастичка Настя Люкин, олимпийска шампионка в многобоя на игрите в Пекин от 2008 г.
През 1994 г. Люкин основава спортния клуб World Olympic Gymnastics Academy (WOGA) съвместно с Евгени Марченко.